# Albert Schattmann
Albert Oskar Schattmann (* 2. Februar 1891 in Herrnstadt; † 30. Dezember 1949 in Berlin) war ein deutscher Kameramann.

## Leben
Der gebürtige Schlesier kam bereits 1909 zur damals kaum entwickelten Kinematographie. Albert Oskar Schattmann erhielt zunächst eine Ausbildung als Volontär bei einer Filmkopieranstalt und anschließend eine Ausbildung zum Aufnahmeoperateur (Kameramann) bei der Produktionsfirma Vitagraph.
Seit 1911 als Chefkameramann tätig, fotografierte Schattmann vornehmlich die frühen Schwänke und Lustspiele des Kinoveterans Heinrich Bolten-Baeckers bis zu dessen Rückzug vom Film Mitte der 1920er Jahre, unterbrochen nur durch seinen Fronteinsatz 1915/16, als Schattmann als Bildberichterstatter zu den östlichen und südöstlichen Kriegsschauplätzen beordert worden war.
Im März 1926 gründete er mit dem Diplomingenieur Fritz Weinig die Deutsche Werbe-Film-Gesellschaft Schattmann & Weinig OHG.
Seit der späten Stummfilmzeit hatte Schattmann beträchtliche Mühe, Aufträge an Land zu ziehen. Zuletzt arbeitete er dem Kollegen und Kameraveteranen Karl Hasselmann zu. 1936 war er einer von mehreren Dutzend Bildoperateuren, die für Leni Riefenstahls zweiteiligen Olympia-Film hinter der Kamera standen.
In den 1930er und 1940er Jahren nahezu verarmt, versuchte der inzwischen vergessene Stummfilmpionier mehrfach von staatlicher Seite finanzielle Unterstützung zu erhalten.

## Filmografie
- 1913: Dissonanzen des Lebens
- 1913: Seine Kammerjungfer
- 1913: Die Ehre des Hauses
- 1913: Die zweite Mutter
- 1914: General von Berning
- 1914: Otto als Dienstmann
- 1914: Otto heiratet
- 1917: Der Vogel im Käfig
- 1917: Die Grille
- 1917: Baronin Kammerjungfer
- 1919: Im Bahnwärterhäusl
- 1919: Die Liebe der Marion Bach
- 1920: Hasemanns Töchter
- 1922: Hallig Hooge
- 1923: Gestörte Flitterwochen
- 1924: Mein Leopold
- 1925: Der Herr ohne Wohnung
- 1925: Die zweite Mutter
- 1926: Derby
- 1926: Die Elenden der Straße
- 1927: Richthofen, der rote Ritter der Luft
- 1930: Zweierlei Moral
- 1930: Leier und Schwert (Kurzfilm)
- 1931: Ihr Junge
- 1936/38: Olympia (2 Teile)